# Бар-Сигнака
Бар-Сигнака (араб. Muqāṭaʿâtu Baḥri Sīnyākā‎, مقاطعة بحر سينياكا, фр. Barh Signaka) — один из четырёх департаментов административного региона Гера в республике Чад. Столица департамента расположена в городе Мельфи.

## Население
По данным переписи населения, в 2009 году в департаменте Бар-Сигнака проживали 103 572 человека (50 955 мужчин и 52 617 женщин). По другим данным, в 2012 году количество населения департамента составляло 196 043 человека.

## Префектуры
Департамент Бар-Сигнака включает в себя 3 подпрефектуры:
- Мельфи;
- Мокофи;
- Шингиль.

## Культура
На территории департамента, в 155 километрах к югу от Мельфи, расположены железорудные шахты Теле-Нугар, которые 21 июля 2005 году были добавлены в кандидаты на включение в список Всемирного наследия ЮНЕСКО.